# Thomas Huber (aktor)
Thomas Huber (ur. 11 lipca 1963 r. w Monachium) – niemiecki aktor i tłumacz.
Najbardziej znany jest jako odtwórca postaci Simona Grombecka w opartym na faktach thrillerze Kanibal z Rotenburga (2006). Za tę rolę został wyróżniony nagrodami podczas Puchon International Fantastic Film Festival i Sitges – Catalonian International Film Festival.